# Hoekband

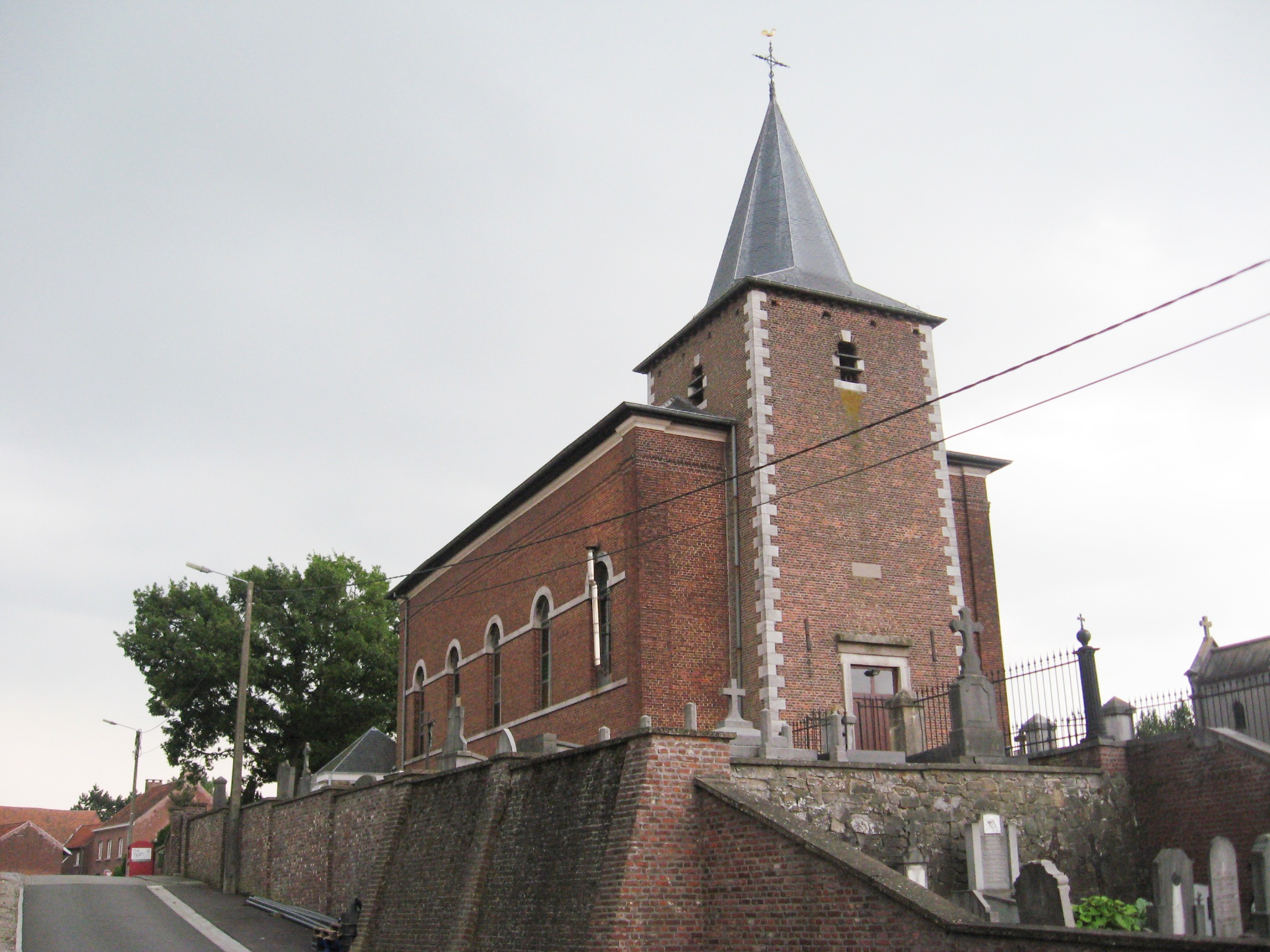
Hoekbanden aan de toren van de Sint-Martinuskerk te Vechmaal

Een hoekband is een versiering en versteviging aangebracht aan de hoeken van een gebouw, zoals een kasteel, kerk of toren.
Indien het bouwwerk in baksteen is uitgevoerd, wordt aan de hoeken een groter formaat natuursteen toegepast (hoekblok), wat een kleurverschil en ook een structuurverschil teweegbrengt. Vaak is een geblokte structuur te zien.